# 大塚台地域自治区
大塚台地域自治区（おおつかだいちいきじちく）は、宮崎県宮崎市にある地域自治区である。

## 地理
大規模団地である大塚台両団地で構成される、比較的小さい区域である。2010年（平成22年）6月に大塚台・生目台地域自治区を廃止し、生目台地域自治区とともに分離された。

### 町域
- 大塚台西一丁目～三丁目
- 大塚台東一丁目・二丁目

## 歴史
- 1975年 - 大塚台東一～二丁目・大塚台西一～三丁目が誕生
- 2006年1月1日 - 大塚台・生目台地域自治区が発足
- 2010年（平成22年）6月 - 大塚台地域自治区、生目台地域自治区に分離
- 2018年 - 「大塚台団地の里山再生 ～荒れ果てた都市部の里山再生～」で、平成30年度国土交通省手づくり郷土賞受賞[2]。

## 地域

### 教育
- 宮崎市立宮崎西小学校
- 宮崎市立生目南中学校

### 文化施設
- 生目台地区交流センター

## 交通

### 道路
- 国道10号宮崎西バイパス
- 宮崎県道9号宮崎西環状線